# Las Barrancas, Puebla
Las Barrancas är en ort i Mexiko.   Den ligger i kommunen Ixtacamaxtitlán och delstaten Puebla, i den sydöstra delen av landet, 150 km öster om huvudstaden Mexico City. Las Barrancas ligger 2 086 meter över havet och antalet invånare är 275.
Terrängen runt Las Barrancas är varierad. Las Barrancas ligger nere i en dal. Runt Las Barrancas är det ganska glesbefolkat, med 36 invånare per kvadratkilometer. Närmaste större samhälle är Libres, 18,6 km söder om Las Barrancas. I omgivningarna runt Las Barrancas växer huvudsakligen savannskog.